# Swellendam (gmina)
Swellendam – gmina w Republice Południowej Afryki, w Prowincji Przylądkowej Zachodniej, w dystrykcie Overberg. Siedzibą administracyjną gminy jest Swellendam.